# 台湾推理作家協会
台湾推理作家協会（たいわんすいりさっかきょうかい）は、台湾の推理作家団体。
推理作家の既晴が中心となって、2001年春に設立された台湾推理倶楽部が前身。2007年に名称変更の提案があり、現名。台湾推理作家協会賞（前身は人狼城推理文学賞）の授与、台湾推理作家協会傑作選の編纂など、台湾の推理小説界の中心的役割を担う。

## 概要
2001年春、推理作家の既晴が主催者となり、台湾推理倶楽部（台灣推理俱樂部、Taiwan Detective Club、略称TDC）が台湾の高雄で設立された。
2007年に日本・台湾のミステリ評論家島崎博（傅博）から名称変更の提案があり、現在の台湾推理作家協会（台灣推理作家協會、Mystery Writers of Taiwan、略称MWT）に改めた。
短編の推理小説を公募する台湾推理作家協会賞を主催している。この賞の前身は2002年に募集が開始された「人狼城推理文学賞」で、協会の名称変更に伴って、現行の名称に変更された。
毎年1回の年会では、台湾の推理小説に関する座談会や協会賞の授賞式などが行われる。第6回年会（2007年）には、日本のミステリ評論家権田萬治が、第7回年会（2008年）には新保博久、本多正一、沢田安史が招かれている。
2012年、中華民国内政部に申請し、社団法人となった。また2013年からは台湾推理小説の出版、評論、創作に深い影響と貢献をなした人物を顕彰する台湾推理大賞を開催し、第一回は傅博（島崎博）と景翔が受賞した。2014年時点での理事長は冷言。

## 会員
会員構成（2008年3月現在）
台湾推理作家協会賞に応募歴がある場合は、その結果も示す。
役職者
- 会長 - 杜鵑窩人（とけんわじん） - 1965年生
- 副会長 - 洪宏嘉
- 秘書長 - 冷言 - 1979年生。「空屋」第1回でインターネット読者投票1位、「風吹來的屍體」第2回に投稿。著書は《鎧甲館事件》、《掘らないでーハァウジェン骨董ファイル》、《風に飛ばされてきた死体》
- 執行秘書 - 冬陽 - 1979年生

通常会員
- 林斯諺（りんしげん） - 1983年生。「霧影莊殺人事件」第1回佳作、「羽球場的亡靈」第2回大賞
- 哲儀 - 1979年生。「勿忘我」第2回に投稿、「血紅色的情書」第3回大賞
- 陳嘉振 - 1980年生。「染血的街景」第1回に投稿
- 張博鈞（ちょうはくきん） - 1984年生。「蒼茫的幻月之下，倆人……」第3回入選、「火之闇之謎之闇之火」第4回大賞
- 寵物先生（ミスターペッツ） - 1980年生。「名為殺意的觀察報告」第4回入選、「犯罪紅線」第5回大賞。第一回島田荘司推理小説賞受賞者、受賞作は『虚擬街頭漂流記』。
- 秀霖 - 1983年生。「淒月」第3回入選、「鬼鈴魂」第4回入選、「第九種結局」第5回入選。著書に『謊言』と『国球的眼涙』
- 李柏青 - 「換帖」第2回に投稿

2008年3月以降の新会員
- 知言 - 女性。「Absinthe」第6回大賞（『謎霧殺機』に林佑叡の作品とともに収録）。
- 陳浩基 - 「傑克魔豆殺人事件」第6回入選、「藍鬍子的密室」「窺伺藍色的藍」第7回に2作入選、うち前者が大賞受賞
- 張東君 - 女性。推理小説評論家、科学普及作家。通訳、翻訳者。

## 出版物
台湾推理作家協会傑作選（台灣推理作家協會傑作選）- 台湾推理作家協会が編んだ短編推理小説のアンソロジー。インターネットを通じて販売しており、通常の書店では手に入らない。刊行当時の11人の会員のうち、創作者である8人の作品を1編ずつ掲載している。
- MWT叢書1 台湾推理作家協会傑作選1 （台湾推理作家協会主編、2008年3月）
  - 台灣推理創作里程碑 - 杜鵑窩人
  - 二〇〇七推理出版回顧 - 冬陽
  - 冷言「找頭的屍體」
  - 既晴「月與人狼」
  - 林斯諺「聖誕夜奇蹟」
  - 陳嘉振「染血的傀儡」
- MWT叢書2 台湾推理作家協会傑作選2 （台湾推理作家協会主編、2008年3月）
  - 哲儀「詛咒的哨所」
  - 張博鈞「火之闇之謎之闇之火」
  - 寵物先生「名為殺意的觀察報告」
  - 秀霖「第九種結局」

台湾推理作家協会会訊（台灣推理作家協會會訊） - 協会の年会において頒布される会報。エッセイに加え、2011年版と2012年版には会員の評論や小説が収録されていた。
岐路島（歧路島） - 2014年創刊の、私家出版による不定期刊行のムック。創刊号は会員の未発表短編のアンソロジー。